# Diaphus jenseni
Diaphus jenseni és una espècie de peix de la família dels mictòfids i de l'ordre dels mictofiformes.

## Morfologia
- Els mascles poden assolir 5 cm de longitud total.[4]

## Hàbitat
És un peix marí i d'aigües profundes que viu entre 350-1389 m de fondària.

## Distribució geogràfica
Es troba a l'Índic, el Pacífic, el sud-est de l'Atlàntic i el Mar de la Xina Meridional.